# Märet Jonsdotter
Märet Jonsdotter, född 1644, död i september 1672, var ett av de mer kända offren för häxprocesserna i Sverige. Hon kallades också Stor-Märet, eftersom hon hade en yngre syster med samma namn, som kallades Lill-Märet. Anklagelserna mot henne utlöste den berömda svenska häxjakten det stora oväsendet 1668–1676.   
I Älvdalen i Dalarna hade en liten pojke, Mats Nilsson, hösten 1667 sagt sig ha sett en flicka föra sina getter över Österdalälven genom att gå på vattnet vid Hemmansäng vid Åsen. Denne pojke hade vallat får med flickan och då fått stryk av henne då de bråkat. Flickan, den elvaåriga Gertrud Svensdotter, förhördes av prästen, Lars Elvius. Gertrud övertalades till slut att säga att Djävulen varit inblandad, att han gett henne magisk salva. Hon sade att då hon bodde hos sina föräldrar i Lillhärdal i Härjedalen hade en piga från granngården fört henne till Satan. Pigan var Märet.

## Bakgrund
År 1663, då Gertrud var åtta, hade Märet tagit henne med först till en sandgrop, sedan en trevägskorsning, och ropat "Du fanen, kom fram", varpå Satan hade kommit fram i skepnad av en präst. De hade ätit, och natten därpå hade Märet kommit till Gertrud, smort henne och en av faderns kor med en röd salva och sedan rest genom skorstenen till Satan.  
Hon hade sedan dess ofta varit på besök i Blåkulla, tjuvmjölkat med pukor, smort fötterna med salva för att kunna gå på vattnet och tagit barn med sig till Blåkulla där de skrivits in i en bok med svarta blad. Orsaken till att hon erkände var att hon hade mött en vitklädd man, en ängel i Blåkulla, som uppmanat henne till det för att inte svälten skulle komma över landet. 
Kort därpå hade Erich Erichsson (Erik Eriksson på Åsen), 15 år, kommit med ett vittnesmål, och det gissas att detta fick Gertrud att bekänna. Erik ansågs synsk, och behandlades med respekt på grund av detta. Vid vallningen på midsommar 1667 hade han fallit i dvala och haft visionen av en svartklädd präst, som bjudit honom mat, men han nekade och vaknade; han hade gått hem, och förlorat mycket boskap. Hans synskhet gjorde att han inte fick några förebråelser för att ha förlorat boskapen, "Emedan han tillförende så war wahn att stundom giöra". I sina visioner hade han hört att barnen skulle frälsas från Blåkulla med ris, men att det var för sent för de vuxna. En gång hade han fallit i dvala, och sedan farit upp i vädret, där han sett Gertrud och de barn hon fört med sig, bland annat hans syster Ana Erichsdotter (9) sitta vid ett bord i Blåkulla. På natten hade han sett en ängel och en djävul diskutera vem som hade flest innevånare i sitt rike, och ängeln sade att Gertrud tog många till djävulens rike. 14 dagar sedan hade han anmält det hela.      
Erik förhördes bara en enda gång, och som vittne, aldrig som anklagad, som de övriga vittnena. Hans vittnesmål gavs dock stor betydelse; han ges kredit för att ha avslöjat det hela, "Dhenna handelen upprögt haffwer", "detta trolldombswäsendet också först yppat" och "Först dher om uppenbarelse".   
Gertruds historia var orsaken till att de svenska häxprocesserna påbörjades, och det första offret var Märet Jonsdotter. Hon pekade också ut sju andra, och häxprocessen började i september 1668. Detta var startskottet för den verkliga häxjakten i Sverige.

## Processen
Märet kallades till rätten och uppmanades att bekänna och ange andra. Hon förnekade allt. Gertruds far, Sven Hwass, vittnade om att Märet och Gertrud använt honom som ridhäst till Blåkulla och att han blivit sjuk av det. Sven, som hade en dotter och två söner och vars fru dött i barnsäng, hade tänkt fria till Märet men blivit avskräckt då han under en resa med henne till Dalarna blivit misshandlad av en rival, en son till en fänrik. Det var efter detta, år 1664, Gertrud hade sänts bort för att bo hos sin farfars systrar, Elin och Chirstin Jonsdöttrar i Åsen, och farfadern, som dog 1665. Chirstin tycks ha varit hennes fostermor. Chirstin blev aldrig anklagad för häxeri, hon stod bara en gång inför rätta, 1652, för att ha mött en gift man i skogen i hemlighet, en man som vägrade att sluta träffa henne även då han ställdes inför rätta. Domstolen tycks dock inte ha vidtagit några åtgärder. Gertruds familj tillhörde de välbärgade i trakten.  
Märet hade ett märke på vänstra handens lillfinger, som ansågs vara Djävulsmärket. Hon erkände till slut att hon brukade "läsa i salt" (gav djuret salt man hade rört motsols i handen) mot djurens ryggskott och fick läsa upp versen: "Vår herre Jesus, han rese fjäll och fjär, bote flog och finnskott, vattenskott och den skott som skjuten är emellan himmel och jor. Guds ord och amen." Men hon förnekade allt annat. Man tog dit Gertrud och en annan flicka, Anna Olofsdotter. Även Anna pekade ut Märet i en vittneskonfrontation. 
Flickorna sade att de bekänt för att de kommit till insikt om sin synd, men Märet svarade med motfrågor; varför visste hon inte själv att hon varit i Blåkulla, varför skulle det i så fall vara dolt för henne? Till slut bad hon Gertrud gå, hon ville inte se henne mer.
Sedan förhördes Märets syskon, Lill-Märet (16 år), Oluf (14) och Joen (10). Lill-Märet sade att Märet fört henne till Blåkulla 1659 baklänges på en ko där hon skrivits in i Djävulens bok med blodet från vänster lillfinger. Märet hade haft samlag med Satan, och det hade även Lill-Märet då hon fyllde nio. Systrarna mjölkade med bjäror och red ihjäl kor till Blåkulla vid jul och påsk. Bröderna upprepade samma sak, dock att fadern hade tagit dem första gången, men sade att deras storasyster säkert aldrig skulle erkänna. 
Vid syskonens vittnesmål sade Märet att de hade avvikit från Gud och var inne på en farlig väg, och sedan korsade hon sig. Hennes småsyskon kramade henne gråtande och bad henne att bekänna för att rädda sin själ, och även hennes mor uppmanade henne att bekänna. Märet nekade till allt, sade att hon inte förstod vad de talade om och vad de bekände och bad Gud att vara dem nådig.
Vid rättegången slut var tio personer anklagade. Märets syskon berättade att deras resa till Blåkulla inte ens var halvvägs vid Trondheim, och angav Karin på Äggen, kallad "Karin Änka", som satt i publiken, som tagit paus med dem i Nidarosdomen på vägen. De pekade också ut Karin Biörsdotter, Oluf Biörsson, Brita Jonsdotter, Per Nils Anna och Märet Persdotter. 
Vittnen i denna process var främst Gertrud, Hans Hansson (10), Anna Erichsdotter (9), Erik Eriksson (15) och Gålichs Anna Olsdotter (16).

## Blåkulla
På Blåkulla festade man som på ett bondbröllop, man drack och åt och dansade och hade sex till ljuset av ljus som stuckit i kvinnors slidor medan Djävulen låg under bordet och skrattade så rummet dånade och helveteselden pyrde upp genom ett hål i golvet där man kunde se de pinade själarna i helvetet. Man dansade med ryggen mot varandra och gjorde allt baklänges mot hur man gjorde i verkliga livet, gifte sig med flera personer samtidigt och hade sex med Satan och djävlarna vars penisar var kalla och vars sperma var vatten och födde sedan grodor som sopades upp från golvet och maldes till smör. Då man sedan vaknade värkte kroppen, maten man åt hade försvunnit och gjort en hungrig och de gåvor man fått hade blivit spån.     
Ett intressant fenomen var att barnen, förutom Satan och demoner, också sade sig ha sett änglar i Blåkulla. Vägg i vägg med Satans matsal låg änglarnas kammare Vitkulla, inredd med bänkar som i en kyrksal och helt och hållet i vitt från golv till tak, varifrån Gud i en grå kåpa och grått skägg ("precis som herr Olof i Mo") ropar till dem "Kommen hit i ären mina barn". Änglarna hade fågelklor till händer och fötter, några flög omkring och de var klädda i vitt linne, mässärkar och snäva byxor, och de slog satansmaten ur händerna på barnen, grät tårar stora som ärtor och bad dem bekänna så att häxorna kunde utrotas och sände med budskapet att människor inte skulle arbeta på torsdagskvällar, inte använda skjortor med krusade ärmar och inte sälja tobak till överpris.  
Barnen var ju inte endast offer för häxorna som tagit dem dit, i Blåkulla hade barnen också själva deltagit i sexuell synd och försvurit sig till Djävulen och ätit hans mat. Att änglarna försökte hjälpa dem var därför ett sätt för barnen att understryka att de i första hand hade varit häxornas offer, och "Blåkullas vita änglar" var populär bland vittnesmålen. Men domstolarna var aldrig särskilt intresserade av änglarna. Rätten frågade varför änglarna, om de hade försökt hindra dem från att äta av satansmaten, inte försökt hindra dem att göra värre saker, som att ha sex med djävlarna. Den första som nämnde en ängel var troligen Erik Eriksson.

## Domen
Den 1 april 1669 föll domen över Märet och Karin Änka. Det var inte lagligt att avrätta någon som inte hade erkänt. De skulle därför uppmanas av prästerna att erkänna. Prästerna skulle säga att de skulle dö vare sig de bekände eller inte, men om de bekände skulle de få nattvarden. I tron att de skulle avrättas skulle de tas till avrättningsplatsen, och om de bekände där skulle de avrättas, om de fortsatte att vägra skulle de föras tillbaka till fängelset. 
De fördes till avrättningsplatsen, nekade båda två och fördes därför tillbaka till fängelset, där man fortsatte med övertalningen. De övriga fem anklagade frikändes. 14 barn piskades med ris. Av vittnena blev Gertrud, Anna Erichsdotter och Märits syskon piskade och Gålichs Anna Olsdotter (17) avrättades 19 maj tillsammans med 7 andra dömda.

## Avrättning
Men häxprocesserna i Lillhärdal växte, och i mars nådde hysterin Mora; 60 anklagades och 14 avrättades i häxprocessen i Mora som följde på rättegången mot Märet. 1671 stod femtiosex personer anklagade för trolldom. Tre av dem erkände och avrättades, men det är inte känt vad som hände de andra eftersom protokollen inte finns kvar.
Den 16 april 1672 fällde Svea hovrätt Märet för trolldom mot hennes nekande, på grundval av alla vittnesmål och märket på lillfingret, och dömde henne att halshuggas och brännas på bål. Hovrätten förklarade nu: "hennes blotta nekande kan henne icke hjälpa eller ifrån livstraffet befria".
Samma år hade nämligen en av de åtta som avrättades i häxprocessen i Ovanåker dömts mot sitt nekande, då folk börjat inse att de inte skulle avrättas om de inte erkände. Den andra anklagade, Karin Änka, också kallad Karin i Äggen eller Karin på Äggen, ställdes under "Guds dom" samma år, vilket innebar att hon släpptes fri.  
Vid samma tillfälle, 16 april 1672, dömdes trettiofyra personer, varav sju hade suttit fängslade sedan 1668. De flesta av dessa fick dock andra straff än dödsstraff. Stor-Märets syster Lill-Märet, Kerstin Halvarsdotter (eller Karin Halfwardsdotter) 32, Kerstins mor Påls Märet (eller Phåls-Malin Biörsdotter), 71, och Gertrud Olofsdotter tillhörde de som dömdes till döden tillsammans som Stor-Märet Jonsdotter. Av dessa var det bara Stor-Märet och Pål Märet som inte hade erkänt. Dessa avrättade på okänt datum före den 25 september 1672. Enligt uppgift ägde avrättningen rum på Spångmyrholmen. Undantaget var den gravida Kerstin, som fick sin avrättning uppskjuten tills hon hade fött sitt barn. Phåls-Karin Biörsdotter, Phåls Märets syster, fick också en dödsdom, men det är okänt om den utfördes: hon levde fortfarande i fängelset 17 februari 1673. Sammanlagt dömdes sju personer till döden i häxprocesserna i Härjedalen. 
De avrättade i Spångmyrholmen
1. Stor-Märet Jonsdotter, 28 år,
2. Lill-Märet Jonsdotter, 20 år,
3. Kerstin Halvarsdotter (eller Karin Halfwardsdotter) 32 år (avrättningen uppskjuten på grund av graviditet),
4. Påls Märet Biörsdotter (eller Phåls-Malin Biörsdotter), 71 år, Kerstins mor,
5. Phåls-Karin Biörsdotter, Phåls Märets syster (avrättning uppskjuten)

Gertrud Svensdotter fick 19 maj 1669 bevittna avrättningen av de dödsdömda. Hon gifte sig 1673 med Lars Mattson (21), som också varit ett av barnvittnena, och fick då överta faderns fastrars gård. Hon kallades 1670 ned till prästgården för att underhålla prästens gäster med sin blåkullaberättelse. 1675 begravdes hon en vecka efter att hon fött en son som också dog, av antingen barnsäng eller av en pest som tros ha härjat i trakten då.